# Хонатан Пас
Хонатан Хосуе Пас Ернандес (ісп. Jonathan Josué Paz Hernández, нар. 18 червня 1995, Токоа, Гондурас) — гондураський футболіст, захисник клубу «Реал Сосьєдад».
Виступав за олімпійську збірну Гондурасу.

## Клубна кар'єра
У дорослому футболі дебютував 2013 року виступами за команду гондураського клубу «Реал Сосьєдад», кольори якої захищає й донині.

## Виступи за збірні
Протягом 2015–2016 років залучався до складу молодіжної збірної Гондурасу. На молодіжному рівні зіграв у 8 офіційних матчах.
2016 року  захищав кольори олімпійської збірної Гондурасу. У складі цієї команди провів 4 матчі. У складі збірної — учасник  футбольного турніру на Олімпійських іграх 2016 року у Ріо-де-Жанейро.